# ارین کاتبرت
اِرین جَکلین کاتبرت (انگلیسی: Erin Jacqueline Cuthbert، زادهٔ ۱۹ ژوئیه ۱۹۹۸) بازیکن فوتبال اسکاتلندی است که در پست هافبک برای باشگاه باشگاه فوتبال زنان چلسی و تیم ملی فوتبال زنان اسکاتلند بازی می‌کند.